# Кобринський Володимир Васильович
Володимир Васильович Кобринський (*16 жовтня 1873, с. Білоберезка, тепер Верховинський район, Івано-Франківська область — 7 жовтня 1958, м. Коломия, УРСР) — український мистецтвознавець і етнограф, натхненник-організатор і перший директор Музею народного мистецтва Гуцульщини.

## Біографія
Володимир Васильович Кобринський народився в селі Білоберезці (тепер Верховинського району Івано-Франківської області) в родині вчителя. Він — небіж визначного культурно-громадського та релігійного діяча, публіциста, мецената, греко-католицького священика о. Йосафата Кобринського.
Після закінчення Коломийської гімназії та Львівської вчительської семінарії працював учителем (1896—98), згодом — контролером на залізничних станціях.
Зі студентських років захоплювався народним мистецтвом Гуцульщини, збирав вироби народних майстрів краю, старовинні знаряддя праці, документи, заохочував до цього громадськість. 1926 року зібрані ним експонати були розміщені в «Народному домі» Коломиї, збудованому на кошти громадськості в 1896–1902 роках. Завдяки зусиллям Володимира Кобринського на 1928 рік колекція уже нараховувала 300 предметів.
У грудні 1934 року відбулося офіційне відкриття Музею народного мистецтва Гуцульщини (нині Національний музей народного мистецтва Гуцульщини та Покуття імені Й. Кобринського), першим директором якого був Володимир Кобринський.
За безпосередньої участі Володимира Кобринського створено також музеї в містах Рогатині, Бережанах, Теребовлі, Самборі.
В. Кобринський був учасником щорічних з'їздів польських і українських музеєзнавців. Виступав за об'єднання західноукраїнських земель з рештою України у складі УСРР/УРСР, за що зазнавав утисків від польських властей.
Під час Другої світової війни Володимир Кобринський переховував цінні музейні експонати.
Автор низки статей з історії та етнографії.
Помер Володимир Кобринський 17 жовтня 1958 року в Коломиї.

## Вшанування пам'яті

Пам'ятна дошка у Коломиї